# 武知京三
武知 京三（たけち きょうぞう、1940年5月15日 - ）は、日本の経済学者、経営学者、歴史学者。近畿大学名誉教授。専門は日本経済史・経営史。学位は、博士（経済学）（京都大学・1993年）。

## 略歴
京都府出身。1970年大阪府立大学大学院経済学研究科博士課程単位取得満期退学。奈良県立短期大学講師、花園大学助教授等を経て、1980年近畿大学助教授。1985年同大教授。商経学部商学科長、商経学部長補佐、短期大学部長などを歴任し、2009年退任。
2019年春の叙勲で瑞宝中綬章を受章。

## 著書

### 単著
- 『近代中小企業構造の基礎的研究』（雄山閣出版、1977年）
- 『明治前期輸送史の基礎的研究』（雄山閣出版、1978年）
- 『都市近郊鉄道の史的展開』（日本経済評論社、1986年）
- 『日本資本主義と地場資本　関西の地場産業史研究』（雄山閣出版、1990年）
- 『日本の地方鉄道網形成史　鉄道建設と地域社会』（柏書房、1990年）
- 『近代日本交通労働史研究　都市交通と国鉄労働問題』（日本経済評論社、1992年）
- 『近代日本と地域交通　伊勢電と大軌系(近鉄)資本の動向』（臨川書店、1994年）
- 『近代日本と大和売薬　売薬から配置家庭薬へ』（税務経理協会、1995年）
- 『近代日本と地域産業東大阪の産業集積と主要企業群像』（税務経理協会、1998年）
- 『地域経済と企業家精神　奈良の地場産業と経済団体の歩み』（税務経理協会、2000年）

### 共編
- （福山昭）『社会経済の史的展開　地域史的アプローチ』（松籟社、1986年）